# 乌丹岛灯塔
乌丹岛灯塔（英語：Undan Island Lighthouse）是马来西亚马六甲岸外乌丹岛的一座灯塔。

## 历史
灯塔是马来西亚作为英国海峡殖民地时期开始建设。设立该灯塔的目的是更好的指引马六甲海峡上航行的船只。1879年伯明翰的机会兄弟建筑事务所设计以及建造了灯塔。 灯塔于1880年完工，并且至今还在运作。2008年，原有灯塔傍建立了一座新的灯塔，新灯塔用混泥土建造，里头设有先进的导航仪器，辅佐原有灯塔指引航行的船只。

## 位置
灯塔位于乌丹岛顶部，离开马六甲安外25（16英里）。因此灯塔不能通过陆路交通到达，灯塔职员只能乘坐快艇前往灯塔。

## 建筑风格
原有的灯塔是一座八边形灯塔，灯塔顶部设有照明灯。灯塔旁边有一间看守员宿舍。建筑都是砌体结构似建筑。新增设的圆筒性灯塔比起原来灯塔高3倍，也舍利在原来的灯塔的旁边，与原来的灯塔有鲜明的不同之处。

## 参看
- 丹绒端灯塔